# Sarthusia sarthus
Sarthusia sarthus är en fjärilsart som beskrevs av Otto Staudinger 1886. Sarthusia sarthus ingår i släktet Sarthusia och familjen juvelvingar. Inga underarter finns listade.